# Vắc-xin bạch hầu
Vắc-xin bạch hầu là một loại vắc-xin chống lại Corynebacterium diphtheriae, vi khuẩn gây bệnh bạch hầu. Việc sử dụng nó đã dẫn đến việc giảm hơn 90% số ca bạch hầu trên toàn cầu trong khoảng thời gian từ 1980 đến 2000. Liều đầu tiên được khuyến nghị ở sáu tuần tuổi với hai liều bổ sung cách nhau bốn tuần, sau thời gian đó văc-xin có hiệu quả khoảng 95% trong thời thơ ấu. Ba liều tiếp theo được khuyến nghị trong thời thơ ấu. Không rõ liệu có cần thêm liều văcxin nào sau này trong đời hay không.
Vắc-xin bạch hầu rất an toàn. Tác dụng phụ đáng kể là rất hiếm. Đau đớn có thể xảy ra tại chỗ tiêm. Một vết sưng có thể hình thành tại vị trí tiêm kéo dài một vài tuần. Vắc-xin là an toàn trong cả thai kỳ và ở những người có chức năng miễn dịch kém.
Vắc-xin bạch hầu được cung cấp trong một số kết hợp. Một số kết hợp (Td và DT vắc-xin) bao gồm vắc-xin uốn ván, những vắc xin khác (được gọi là DPT vắc-xin hoặc DTaP vaccine tuỳ theo kháng nguyên ho gà được sử dụng) đi kèm với các loại vắc-xin uốn ván và ho gà, và vẫn còn những vắc xin tổng hợp khác bao gồm vắc xin bổ sung như vắc-xin Hib, vắc-xin viêm gan B hoặc vắc-xin bại liệt bất hoạt. Tổ chức Y tế Thế giới đã khuyến nghị sử dụng văcxin này từ năm 1974. Khoảng 84% dân số thế giới được tiêm phòng. Nó được tiêm dưới dạng tiêm bắp thịt. Vắc-xin cần được giữ lạnh nhưng không được đông lạnh.
Vắc-xin bạch hầu được phát triển vào năm 1923. Nó nằm trong Danh sách các loại thuốc thiết yếu của Tổ chức Y tế Thế giới, loại thuốc hiệu quả và an toàn nhất cần có trong hệ thống y tế. Giá bán buôn ở thế giới đang phát triển của một phiên bản có chứa độc tố uốn ván là từ 0,12 đến 0,99 USD mỗi liều vào năm 2014. Ở Hoa Kỳ, nó có giá chưa tới 25 USD.